# Gigi Riva
Luigi "Gigi" Riva (7 tháng 11 năm 1944 – 22 tháng 1 năm 2024) là một cầu thủ bóng đá người Ý, người đang giữ kỉ lục ghi nhiều bàn thắng nhất cho đội tuyển quốc gia. Ông là một trong những tiền đạo nổi tiếng nhất trong thời đại của mình, người luôn có những pha ghi bàn hết sức lạ mắt.

## Sự nghiệp
Gigi Riva sinh ra tại Leggiuno, tỉnh Lombardy. Ông bắt đầu chơi bóng năm 1962 khi ông gia nhập câu lạc bộ Legnano. Nhưng chỉ mùa bóng sau đó, ông chuyển đến chơi cho câu lạc bộ Cagliari. Lần đầu ông ra mắt ở Cagliari là trận đại bại 12–1 trước Roma ngày 13 tháng 9 năm 1964. Năm 1970 ông giành được chức vô địch Serie A và giành luôn ngôi vua phá lưới trong mùa đó.
Lần đầu ông thi đấu cho đội tuyển quốc gia cũng là một trận đại bại trước Hungary với tỉ số 8–1 vào ngày 27 tháng 6 năm 1965. Ông là người ghi nhiều bàn thắng nhất cho Ý mọi thời đại với 35 lần lập công chỉ trong 42 trận. Năm 1968, đội tuyển Ý của ông đã giành được cúp vô đich châu Âu lần đầu tiên. Ở FIFA World Cup 1970, đội tuyển của ông đã thất bại 1–4 trước Brasil ở trận chung kết. Trước vòng chung kết 1970, ông đã ghi được 19 bàn trong 16 trận thi đấu cho đội tuyển.
Năm 1973, ông từ chối chuyển tới chơi cho Juventus khi đã 29 tuổi. Năm 1976, ông bị chấn thương tuy nhiên sự nghiệp của ông vẫn tiếp tục cho đến năm 1978 ông mới chính thức giải nghệ. Ông cũng là một thành viên trong ban huấn luyện đội tuyển Ý giành cúp vô địch thế giới năm 2006.

## Qua đời
Ngày 21 tháng 1 năm 2024, Riva phải nhập viện tại Bệnh viện San Michele ở Cagliari do mắc hội chứng mạch vành cấp tính. Theo các nhân viên y tế, ban đầu ông ở trong tình trạng ổn định và được đề nghị thực hiện can thiệp mạch vành qua da, một quyết định mà ông đã chọn để trì hoãn hội chứng này. Tuy nhiên, vào tối ngày hôm sau, tình trạng sức khỏe của Riva đột nhiên xấu đi và cuối cùng ông qua đời vì một cơn đau tim ở tuổi 79.

## Danh hiệu

### Câu lạc bộ
Cagliari
- Serie A (1): 1969–70
  - Á quân (1): 1968–69

### Đội tuyển quốc gia
Đội tuyển bóng đá quốc gia Ý
- Giải bóng đá vô địch châu Âu:1968
- FIFA World Cup Á quân (1):1970